# Nintendo Switch Lite
Nintendo Switch Lite (яп. ニンテンドースイッチ ライト Нинтэндоː Суитти Райто) — портативная игровая консоль, разработанная японской компанией Nintendo. Представляет собой облегчённую версию консоли Nintendo Switch. Впервые была анонсирована 10 июля 2019 года. Главное отличие данной консоли от Nintendo Switch — отсутствие съёмных контроллеров Joy-Con и док-станции, а также HD-вибрации. На старте продаж было доступно 5 расцветок: серый, бирюзовый, жёлтый, коралловый (светло-розовый) и синий, а также специальная серия «Zacian and Zamazenta» серого цвета с синими и красными кнопками и джойстиками, выпущенная к старту продаж Pokémon Sword и Shield, и версия «Dialga and Palkia», выпущенная к старту продаж Pokémon Legends: Arceus.

## История
По данным The Wall Street Journal, целью Nintendo при выпуске Switch Lite было производство устройства стоимостью менее $200, предназначенного для казуальных геймеров. Чтобы добиться этого, Nintendo договорилась о снижении цен со своими поставщиками компонентов. Кроме того, журнал заявил, что Nintendo привлекла Murata Manufacturing в качестве поставщика аккумуляторов в дополнение к TDK, чтобы снизить затраты и вызвать конкуренцию между двумя компаниями.

## Отличия от Nintendo Switch
Консоль имеет меньшую диагональ экрана, составляющую 5,5 дюймов (14 см). На левом интегрированном Joy-Con присутствует D-Pad, взамен разделенным кнопкам управления «старшей» модели. Имея меньшую батарею (3570 мА·ч в сравнении с 4310 мА·ч), Nintendo Switch Lite использует более энергоэффективный 16-ти нанометровый процессор Tegra X1+, который позволяет продлить время работы консоли с 2,5-6,5 часов до 3-7 часов на одном заряде батареи.
Система не поддерживает использование док-станции и вывод изображения на внешние мониторы. Игроки, которые попытаются приобрести игры, требующие телевизионного или настольного режима, через eShop, будут уведомлены о несовместимости. Однако система поддерживает подключение внешних контроллеров. Некоторые игры, такие как 1-2-Switch, требуют использования внешних контроллеров Joy-Con. Определённые контроллеры, такие как контроллеры GameCube, работают с системой, но требуют дополнительных адаптеров, поскольку обычный адаптер GameCube для Switch использует порты USB на полноразмерной док-станции Switch.
По мнению Джайны Грей из журнала Wired, отсутствие съёмных контроллеров придаёт большую надёжность и прочность конструкции.

## Старт продаж
Продажи консоли стартовали 20 сентября 2019 года. На тот момент в США она стоила 199 долларов (в России в большинстве магазинов стартовая цена была на уровне 16 499 рублей) без учёта налогов.